# Pristimantis curtipes
Pristimantis curtipes es una especie de anfibio anuro de la familia Craugastoridae.
Se distribuyen por la cordillera andina, entre 2750 y 4400 m de altitud, en los bosques montanos y los páramos, en el sudoeste de Colombia y en Ecuador.
Está amenazada por la pérdida de su hábitat natural.